# Kiss Borbála
Kiss Borbála (Budapest, 1978. október 5.) jelmeztervező, színész, díszlettervező.

## Élete
Képzőművész családba született. Szülei: Katona Zsuzsa szobrászművész, Kiss Zoltán László festőművész, testvérei: Kiss Sarolta divattervező, Kiss Lenke Dorottya grafikusművész, fotós.
2003-ban a Nádasdy Kálmán Színészképző Stúdióban színész képesítést szerzett, majd a Kaposvári Egyetem Művészeti Főiskolai Karán végzett 2007-ben látványtervezőként. Önálló kiállítása volt 2014. február 21-én Kecskeméten, tervezett kollekciót a Non+ ruhamárkának is. 2007 óta 30 előadás látványvilága kötődik a nevéhez Magyarországon és Erdélyben.